# HANAMI
HANAMI（独: Kirschblüten – Hanami, 英: Cherry Blossoms）は、2008年に公開されたドイツの映画。子ども（ビルギット・ミニヒマイアーら）から冷たくあしらわれ、妻（ハンネローレ・エルスナー）を失った老人（エルマー・ウェッパー）が妻のあこがれだった日本を訪れ、舞踏を踊る少女（入月絢）と出会う物語。監督は日本になじみのあるドーリス・デリエ。
2008年、第58回ベルリン国際映画祭のコンペティション部門に出品された。日本では、新宿バルト9で開催されたドイツ映画祭2008で11月1日と3日に上映された。2008年ドイツ映画賞銀賞受賞。

## ストーリー
トゥルーディ（ハンネローレ・エルスナー）は、夫ルディ（エルマー・ウェッパー）が末期状態の病に冒されていることを医師から知らされ、亡くなる前に思い残すことがないよう、勧められる。二人はバイエルン地方の田舎町からベルリンに住む息子クラウス（Felix Eitner）夫婦と孫たちと娘カロリーネ（ビルギット・ミニヒマイアー）のもとを訪れるが、自分たちの生活で手一杯の子供たちは二人を冷たく扱う。代わりに、カロリーネの恋人フランツィ（en:Nadja Uhl）が街を案内して、トゥルーディは舞踏ダンサー（遠藤公義）の公演を鑑賞する。落胆した二人は、ビーチを求めてバルト海に移動するが、トゥルーディはホテルで就寝中に突然死んでしまう。自宅に戻ったルディは、葬儀のために訪れていたフランツィと会話するうちに、トゥルーディが本当に行きたかったのは日本であり、トゥルーディは富士山と舞踏ダンスに心惹かれていたことに気付く。
ルディは亡き妻の洋服をスーツケースに詰め、東京で働く息子カール（en:Maximilian Brückner）のもとを訪れる。カールは父を職場の花見に連れて行ったりするが、仕事に忙しいため次第に冷たくあしらうようになる。ルディは夜の街を彷徨い、カールはそんな父に堪えられなくなる。亡き妻の代わりにその服を身に付けて東京を彷徨っていたルディは桜が満開の公園を訪れ、そこで舞踏ダンスを踊っていた18歳の少女ゆう（入月絢）と出会う。ゆうは一年前に母を亡くしていて、二人は英語で会話を続けるうちに意気投合する。ルディはゆうに会うために公園を何度も訪れ、舞踏ダンスを学び、ゆうがホームレスであることを知る。
ルディはトゥルーディが一度見てみたかった富士山を訪れるためにゆうに案内を頼む。電車で移動する二人は河口湖にたどり着くが、富士山は雲に隠れていて見えない。二人は雲が晴れるまで旅館に滞在することにするが、その間ルディの健康状態が悪化する。深夜、部屋の窓から月明かりの下、富士山が見えることを確かめたルディは、舞踏ダンサーのように顔に白粉を塗り、亡き妻の着物を身に付け、河口湖畔を目指す。富士山を背景に踊り始めたルディは、幻想の中、妻とともに舞踏ダンスを踊る。夜が明けてルディがいなくなっていることに気付いたゆうはあたりを探し回るが、ルディは湖畔ですでに息絶えていた。部屋の荷物には、ゆう宛てに彼の全財産が残されていた。
カールはゆうとともに父を荼毘に付し、遺骨を骨壷に納め、二人は東京で別れる。カールら子供たちは骨壷を母と同じバイエルンの墓地に収める。父の死を話し合う子供たちであるが、最期は女物の服を着て少女とともに発見されたことから、スキャンダルだと勘違いし、父の旅の意図が理解できない。
映画は、ゆうが一人公園で舞踏ダンスを踊っているシーンで終わる。

## 製作と評価
日本びいきで知られる監督ドーリス・デリエが小津安二郎の『東京物語』に着想を得て製作した。デリエは当初、小津の作品はテンポがゆっくりし過ぎていて気に入らなかったが、後に独特の情感が全編にあふれていることに気付き、小津同様に「家族」が自身の映画のテーマになったという。デリエはこれまでも『漁師と妻』などを日本で撮影してきたが、本作で日本の象徴ともいえる富士山と桜の花をとりあげた理由として、自分の中にあった聖なるものに近づきたかったからであったと語った。タイトルの由来に関しては、「花見は移ろいゆく時のメタファー。桜の花は短期間で咲き散る。主人公も短い時期に自分自身と妻を再発見する。こういった花見のような体験を観客にもしてほしいと思って名付けた」と語った。
朝日新聞の保科龍朗は、『東京物語』における東京が現代のベルリンで置き換えられ、失われかけた家族のきずなの再生が語られる、魂のロードムービーだと評した。中央日報は、2009年韓国は家族映画ブームであり、是枝裕和の『歩いても歩いても』、イ・チュンリョルの『牛の鈴音』、オリヴィエ・アサヤスの『夏時間の庭』、ヤン・イクチュンの『息もできない』と並んで本作をその一つに挙げた。